# پیتر روشوران
پیتر روشوران (مجاری: Rusorán Péter; ۱۱ آوریل ۱۹۴۰ – ۱۴ فوریهٔ ۲۰۱۲) بازیکن واترپلو اهل مجارستان بود.
وی در مسابقات کشوری و بین‌المللی در مجموع برندهٔ ۲ مدال طلا، ۱ مدال برنز شده‌است.